# Agroeca cuprea
Espèce
Synonymes
- Agroeca pullata Thorell, 1875
- Agroeca chrysea L. Koch, 1876
- Agroeca flavopilosa Simon, 1887
- Agroeca notata O. Pickard-Cambridge, 1903

Agroeca cuprea est une espèce d'araignées aranéomorphes de la famille des Liocranidae.

## Distribution
Cette espèce se rencontre en Europe, en Turquie, en Russie en Sibérie du Sud, en Iran et en Asie centrale.

## Description
Les mâles mesurent de 3,3 à 4,2 mm et les femelles de 3,7 à 5,2 mm.

## Systématique et taxinomie
Cette espèce a été décrite par Menge en 1873.
Agroeca chrysea, Agroeca flavopilosa et Agroeca notata ont été placées en synonymie par Simon en 1932.
Agroeca pullata a été placée en synonymie par Tullgren en 1946.

## Publication originale
- Menge, 1873 : « Preussische Spinnen. VI. Abtheilung. » Schriften der Naturforschenden Gesellschaft in Danzig, (N. F.), vol. 3, p. 327-374 (texte intégral).